# Золотая Ветка
Золотая Ветка — посёлок в Почепском районе Брянской области России. Входит в состав Витовского сельского поселения.

## Топоним
В середине XX века в поселке был построен одноимённый колхоз, от которого и произошло название населенного пункта.

## География
Посёлок находится в центральной части Брянской области, в зоне хвойно-широколиственных лесов, в пределах Полесской низменности,  на расстоянии примерно 10 километров (по прямой) к востоку от города Почепа, административного центра района и в 60 км к юго-западу от Брянска. 

### Климат
Климат характеризуется как умеренно континентальный, с тёплым летом и умеренно холодной зимой. Среднегодовая многолетняя температура воздуха составляет 5,2 °С. Средняя температура воздуха самого тёплого месяца (июля) — 18,4 °C (абсолютный максимум — 37,6 °C); самого холодного (января) — −8,1 °C (абсолютный минимум — −38 °C). Безморозный период длится 195—220 дней. Среднегодовое количество атмосферных осадков составляет 500—550 мм, из которых большая часть выпадает в тёплый период. Снежный покров держится в течение 125 дней. Преобладающие направления ветра в течение года южное и западное.

## История
В 1920-е годы в посёлке жило 110 человек. 

## Население
| 2010 | 2013 |
| ---- | ---- |
| 15   | ↘14  |

## Транспорт
В 1,5 км к югу от посёлка проходит автодорога Брянск — Гомель. В 1,5 км к северо-востоку от посёлка находится ж.-д. остановочный пункт Паниковка. 